# Estadi GEBA
L'Estadi GEBA és un estadi esportiu del barri de Palermo de la ciutat de Buenos Aires, Argentina.
És propietat del club Club Gimnasia y Esgrima. Està situat a la seu Jorge Newbery, una de les tres instal·lacions del club. Té una capacitat per a 12.000 espectadors.
Va ser seu del Campionat Sud-americà de futbol de 1916. Durant els anys 1910 fou la seu de la selecció argentina. A partir de 1916 es començà a utilitzar pel rugbi.

## Galeria

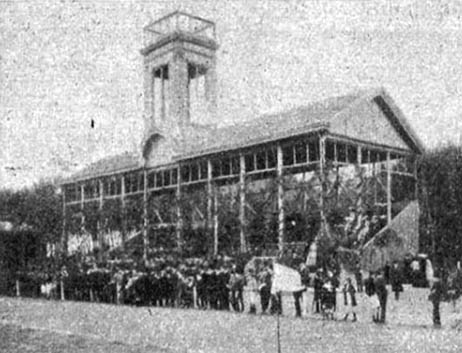
Estadi el dia de la seva inauguració, 1902
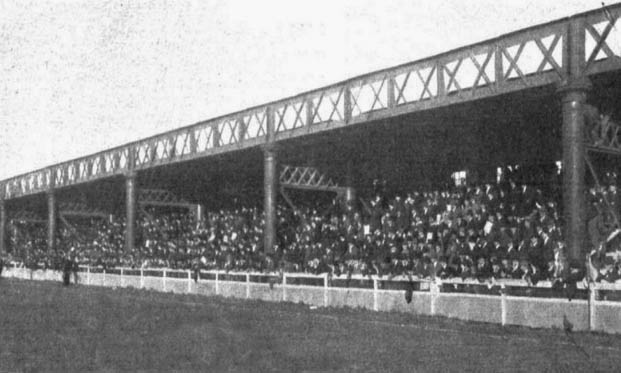
Graderia, 1909
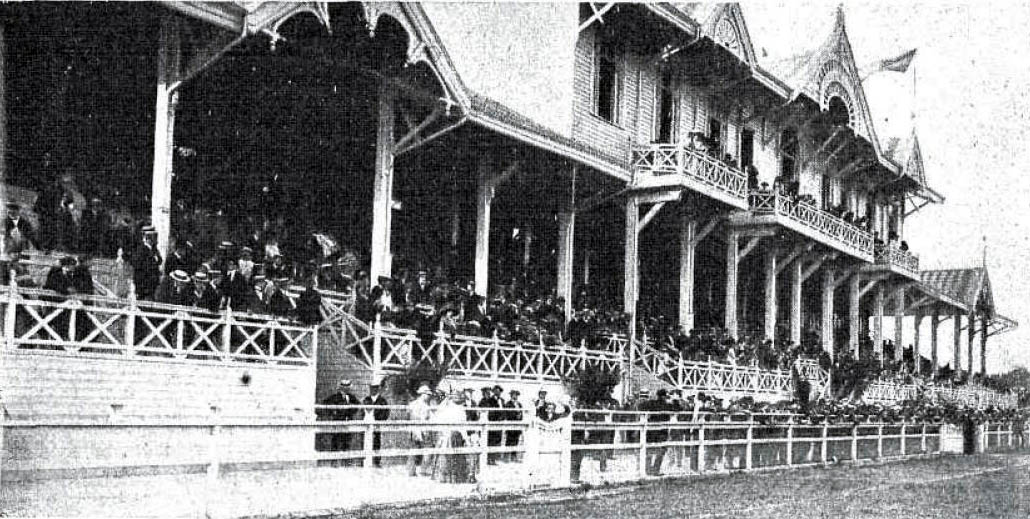
Graderia principal, 1910
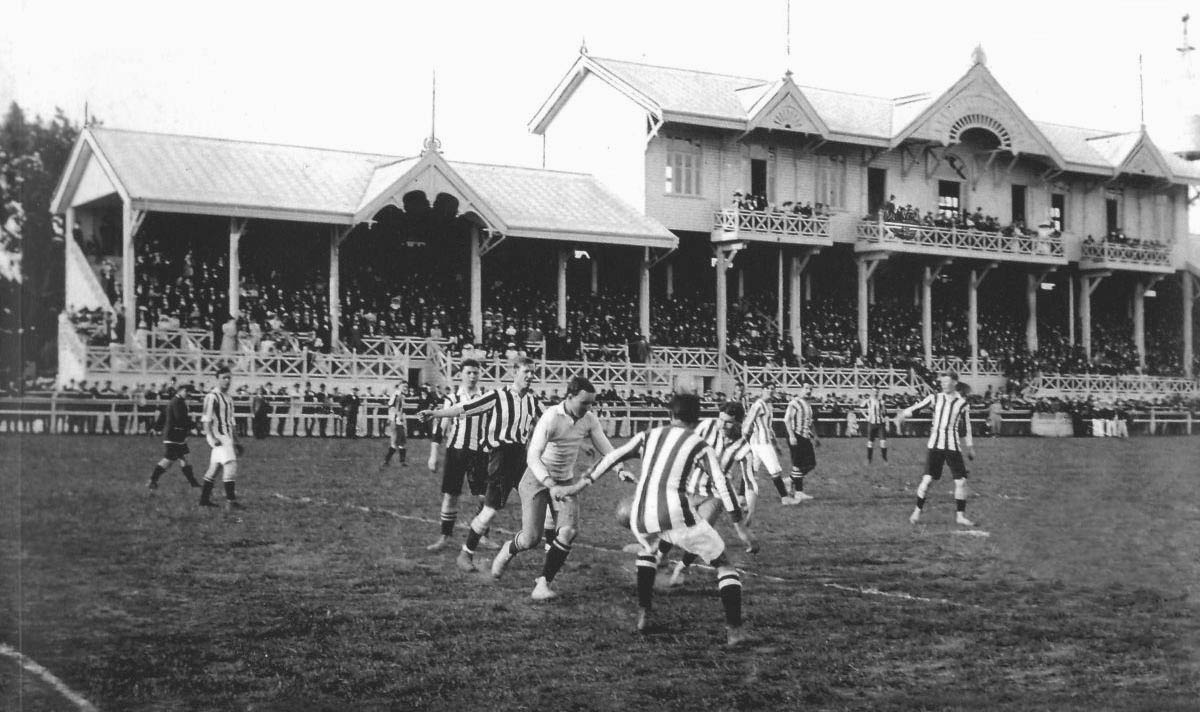
Dararer partit de l'Alumni, 1911
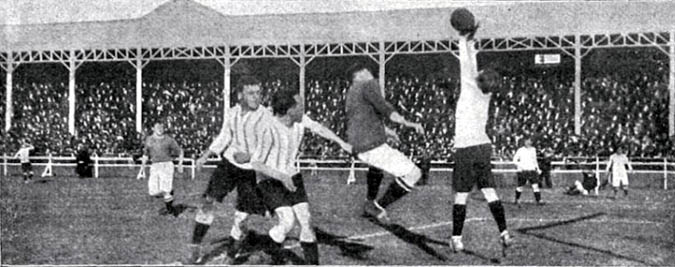
Argentina v. Swindon Town, 1912
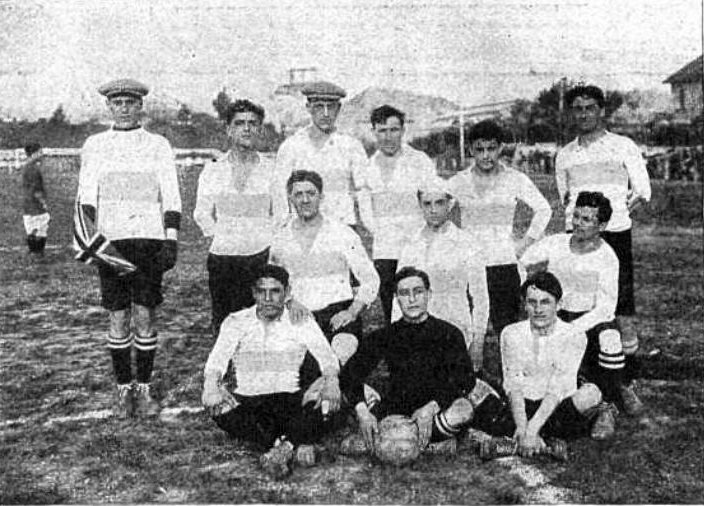
Equip del GEBA el 1912
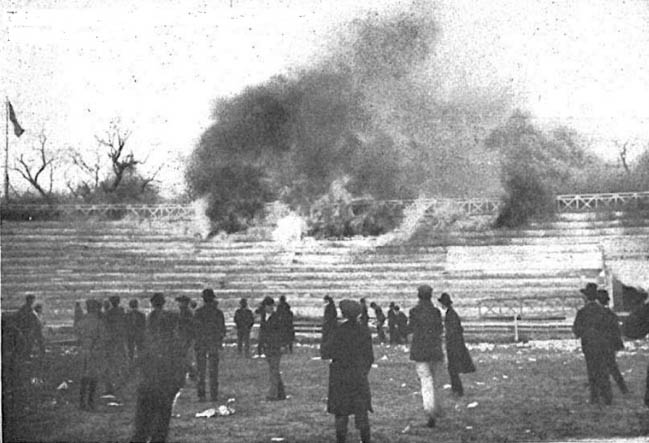
Incendi el juliol de 1916
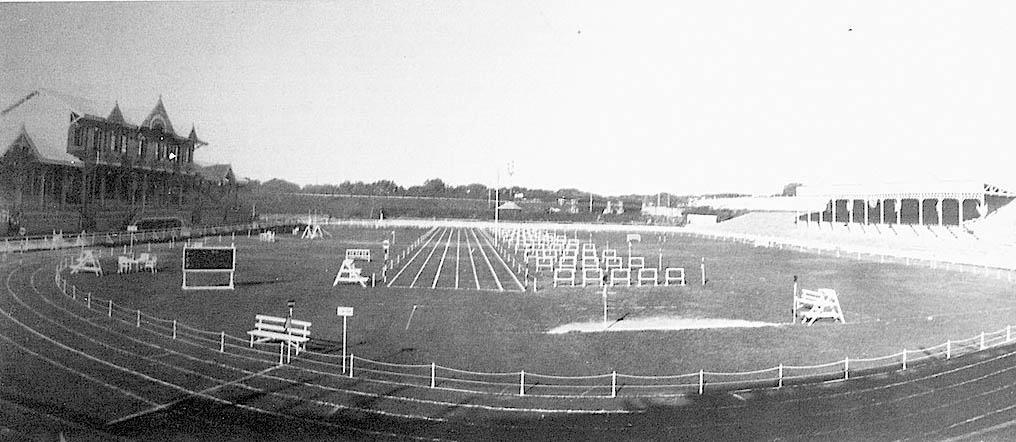
Pista d'atletisme, c. 1920
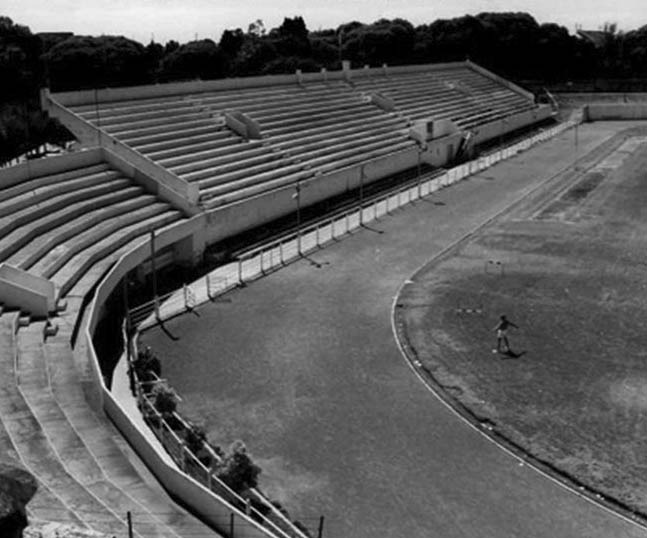
Graderia, c. 1935
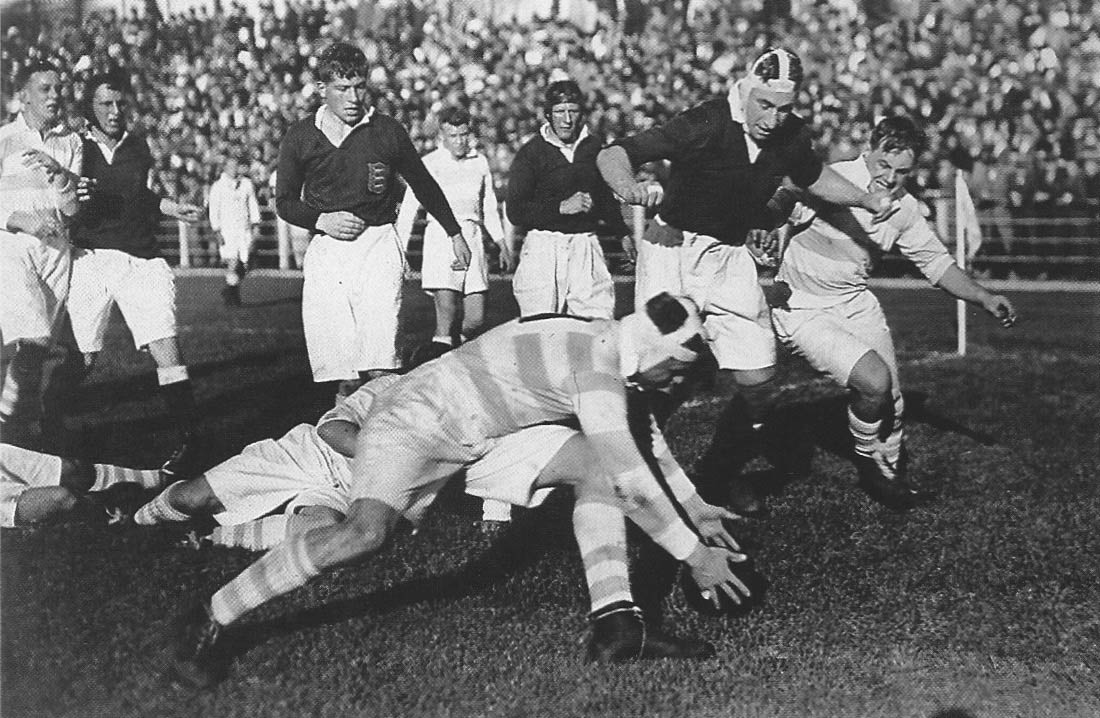
Equip de rugbi de l'Argentina davant el British Lions, 1936